# Eulemur mongoz
Il lemure mangusta (Eulemur mongoz), anche conosciuto come maki mongoz, è una piccola specie di lemure della famiglia Lemuridae, originario del Madagascar e introdotto nelle isole Comore. Questi animali arboricoli hanno un muso appuntito, code lunghe e cespugliose, e un mantello marrone scuro nella parte superiore del corpo, ventre chiaro e barbe, rossastre nei maschi e bianche nelle femmine. Vivono in gruppi familiari e si nutrono principalmente di frutta, ma si nutrono anche di foglie, fiori e nettare, come il nettare dell'albero di kapok che costituisce gran parte della loro dieta durante la stagione secca. La specie è diminuita drasticamente di numero a causa della distruzione dell'habitat e della caccia, e l'Unione internazionale per la conservazione della natura (IUCN) ha valutato il loro stato di conservazione come in Pericolo Critico.

## Descrizione

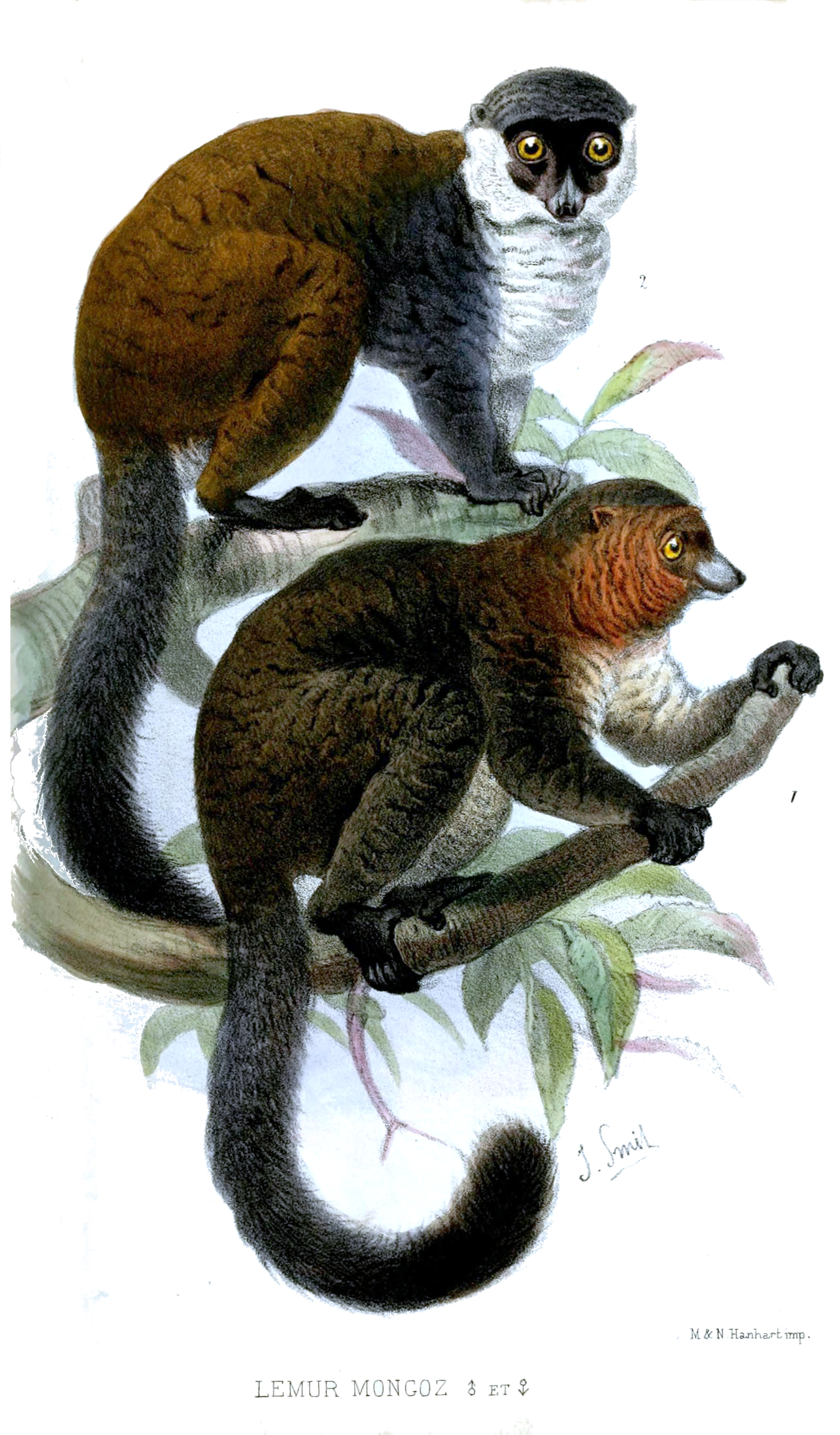
Dimorfismo sessuale nella specie: maschio (sotto) e femmina (sopra)

### Dimensioni
Misura fino a 90 cm, di cui solo 35-40 spettano al corpo, mentre il resto è occupato dalla lunga coda pelosa: il peso è di circa 2 kg.

### Aspetto
La parte superiore del corpo è di color grigio scuro, quella ventrale è biancastra: sono presenti due macchie romboidali nere attorno agli occhi e zone di pelo bruno-ruggine sulla nuca e sulla testa. Le parti nude del corpo (muso, zampe).

## Comportamento
Si tratta di animali arboricoli, che vivono in gruppi familiari che consistono in una coppia con 1-5 giovani esemplari ancora non del tutto maturi.
I membri di un gruppo stringono forti legami sociali fra loro tramite l'attività di grooming e li si trova sempre uniti, nei momenti di riposo come durante l'alimentazione. I vari gruppi si incontrano raramente, anche se spesso i vari territori si sovrappongono nelle zone di confine: in questi casi, i maki mongoz fanno sfoggio di una serie di rituali di minaccia, con versi ed atteggiamenti intimidatori ed un largo uso delle ghiandole per marcare i territori.
Il livello di attività dei vari gruppi varia con le stagioni: durante la stagione delle piogge (dicembre-aprile) i maki mongoz sono attivi soprattutto di giorno ed al crepuscolo, mentre durante la stagione secca (maggio-novembre) assumono abitudini maggiormente notturne.

### Alimentazione
Questi lemuri sono essenzialmente frugivori: durante la stagione secca, tuttavia, quando la frutta è poca, ripiegano anche su altro materiale vegetale, come fiori (in particolare quelli di kapok) e nettare.

## Distribuzione
Con una popolazione selvatica stimata fra i 1000 e i 10000 esemplari, questa specie abita la zona nord-orientale dell'isola, nella zona fra il fiume Mahavavy e la città di Antzohihy. Lo si trova anche sulle isole di Anjouan e Mohéli, nelle Comore.

Nel Madagascar colonizza le aree di foresta decidua secca, mentre nelle Comore vive nella foresta pluviale.

## Conservazione
La IUCN red list classifica questa specie come in pericolo critico.
Parte del suo areale ricade all'interno del Parco nazionale di Ankarafantsika.